# Bariolage
Bariolage is een specifieke speeltechniek uit het vioolspel, waarbij een snelle afwisseling van tonen op diverse snaren plaatsvindt. Doorgaans wordt het begrip gebruikt wanneer de hoge tonen op de lage snaar gespeeld worden en de lage tonen op de hoge snaar, maar andersom komt ook voor.
Het woord stamt af van het Latijnse variolagium hetgeen 'afwisseling' betekent. Door deze speeltechniek is het mogelijk de klankkleur van de te spelen tonen te veranderen. Het vereist veel oefening om deze virtuoze techniek te beheersen. Componisten als Pablo de Sarasate en Niccolo Paganini schreven in hun composities deze techniek veelvuldig voor, maar ook in eerdere muziek (bijvoorbeeld werken uit de barokmuziek) wordt al gebruik van de techniek gemaakt.
Vaak treedt bariolage op wanneer 1 toon gelijk blijft (bijvoorbeeld een open snaar) terwijl de andere toon afwisselt.

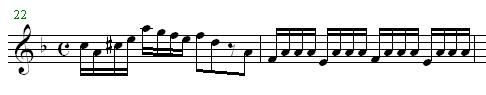
Voorbeeld van bariolagetechniek uit een vioolsonate van Händel. De tweede maat dient met bariolage gespeeld te worden, waarbij de herhaalde A op de open A-snaar wordt gespeeld, en de F's en E's op de D-snaar.